# Basilique San Pietro de Dom
La basilique San Pietro de Dom était une église de la ville de Brescia (en Lombardie), bâtie pendant l'époque paléochrétienne sur le côté est de la place du Duomo, à proximité du Duomo Vecchio de Brescia et à l'emplacement du Duomo Nuovo. Elle fut démolie au XVIIe siècle, après plusieurs mésaventures, pour être remplacée par le Duomo Nuovo de Brescia.

## Histoire
La basilique San Pietro de Dom était accolée à la basilique Santa Maria Maggiore de Dom, qui avait été construite environ un siècle plus tôt et qui, elle aussi, fut démolie pour laisser place au Duomo Vecchio de Brescia. L’appellation de Dom, commune aux deux églises, est due à leur proximité avec la domus épiscopale, où siégeait l'évêque.
La basilique fut démolie une vingtaine d'années plus tard, vers 1600, pour laisser place au Duomo Nuovo, plus grand et plus au goût de l'époque.

## Œuvres présentes
- Une chapelle de Gasparo Cairano commandé en 1504 par le chanoine de la Basilique San Pietro de Dom, Francesco Franzi d'Orzinuovi.
- Arche de Sant'Apollonio (contenant les reliques de Sant'Apollonio) de Gasparo Cairano. Il sera transférer au Duomo Nuovo.
- Polyptyque du Très Saint Sacrement (1501) réalisé par Vincenzo Foppa.

## Sources et bibliographie
- Pier Virgilio Begni Redona, Quattrocento anni di storia dell'arte a Brescia - Pittura e scultura nel Duomo nuovo in Marco Taccolini (a cura di), Il Duomo nuovo di Brescia - Quattro secoli di arte, storia, fede, Grafo, Brescia 2004.
- Paolo Guerrini, Santuari, chiese, conventi, Edizioni del Moretto, Brescia 1986.